# معهد الإدارة العامة (البحرين)
تأسس معهد الإدارة العامة بموجب المرسوم رقم (65) لسنة 2006 الصادر عن  الملك حمد بن عيسى آل خليفة ملك مملكة البحرين في 28 يونيو 2006.
ويهدف المعهد إلى تطوير الإدارة العامة والتدريب في وزارات ومؤسسات الدولة، والإسهام في إعداد وتدريب العاملين فيها، وفقاً لمتطلبات برامج التدريب والتطوير والأبحاث والعمل الاستشاري الذي يقره مجلس إدارة المعهد على نحو يكفل الارتقاء بمستوى الإدارة العامة ودعم خطط التنمية الاقتصادية والاجتماعية.

## الأهداف الاستراتيجية
1. تقديم الخدمات التدريبية المتميزة من خلال كوادر وخبرات عالية الكفاءة.
2. تصميم وتطبيق أنظمة تدريب متطورة تتماشى مع طموحات الجمهور.
3. خلق بيئة متميزة من التعلم المستدام.
4. تطوير قدرات منتسبي القطاع العام لرفع كفاءتهم وأدائهم بفاعلية.

## المهام الرئيسية
- تحديد برامج التدريب والدراسة والبحوث التي تلائم مختلف مستويات الوظائف العامة من قياديين وتنفيذيين واختصاصيين وغيرهم من الفئات الوظيفية الأخرى.
- عقد دورات وورش عمل وندوات ولقاءات في مجال الإدارة العامة والتدريب لمختلف مستويات الوظائف العامة، بما يكفل الارتقاء بمستوى الإدارة العامة ودعم خطط التنمية الاقتصادية والاجتماعية.
- إعداد الدراسات وجمع ونشر وحفظ الوثائق والأبحاث والمعلومات في مجال الإدارة العامة.
- التعاون مع مراكز البحث والدراسات والمنظمات العلمية المحلية والإقليمية والدولية في مجال الإدارة العامة.
- التنسيق مع كافة الجهات الحكومية والجامعات والمعاهد ومؤسسات القطاع الخاص، والحصول على منها على أية بيانات أو إحصائيات أو دراسات تتعلق بأهداف المعهد.
- إنشاء مكتبة متخصصة تكون في متناول الباحثين والمهتمين في مجال العلوم الإدارية والتدريب.

## التمويل
يتم تمويل المعهد من خلال ثلاثة مصادر تمويلية، وهي الاعتماد المالي الذي تخصصه له الدولة، وإيرادات المعهد مقابل الخدمات والدراسات الاستشارية التي يقوم بها بناءً على قرار من مجلس الإدارة، والتبرعات والهبات والوصايا وأية موارد أخرى يقرر المجلس قبولها.